# ميخائيل كولينز (باحث في مجال الذكاء الاصطناعي)
ميخائيل كولينز (بالإنجليزية: Michael Collins) هو باحث في مجال الذكاء الاصطناعي وعالم حاسوب بريطاني، ولد في 4 مارس 1970.